# Galium verrucosum
Galium verrucosum  là một loài thực vật có hoa trong họ Thiến thảo. Loài này được Huds. mô tả khoa học đầu tiên năm 1767.